# 波彭多夫
波彭多夫（德語：Poppendorf）是德国梅克伦堡-前波美拉尼亚州的一个市镇。总面积14.03平方公里，总人口678人，其中男性349人，女性329人（2011年12月31日），人口密度48人/平方公里。